# Lilian Di Salvo
Lilian Di Salvo, né le 3 janvier 1979 à Marseille, est un ancien joueur professionnel de handball. Il évoluait au poste d'ailier droit.